# Панчохи

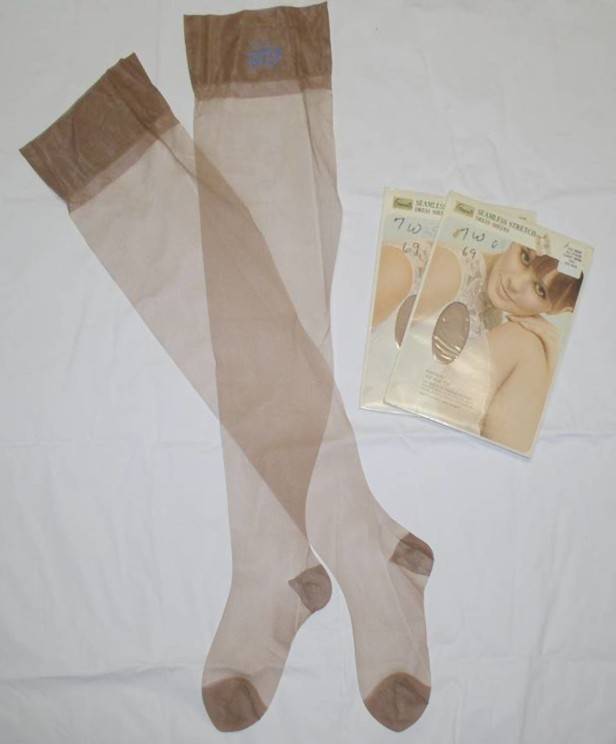
Пара нейлонових панчіх

Панчо́хи (однина — панчо́ха) — одяг для ніг. Зазвичай зроблені з текстилю. У минулому використовувалися як жінками, так і чоловіками. У сучасній моді — предмет жіночого одягу.
Слово «панчоха» походить від нім. Bundschuh («в'язаний черевик») через посередництво пол. pończocha і словац. pančucha.

## Історія
Цей предмет гардеробу з'явився першим в арабів. Під час їх війни з іспанцями в XIII–XIV століттях з мистецтвом в'язки панчіх познайомилася і Європа. До того часу європейці обмотували ноги ногавицями зі шкіри або тканини.
1589 року безробітний англієць на ім'я Лій, дружина якого заробляла на життя в'язанням панчіх, створив перший в'язальний верстат для цього.

## Виробництво панчіх

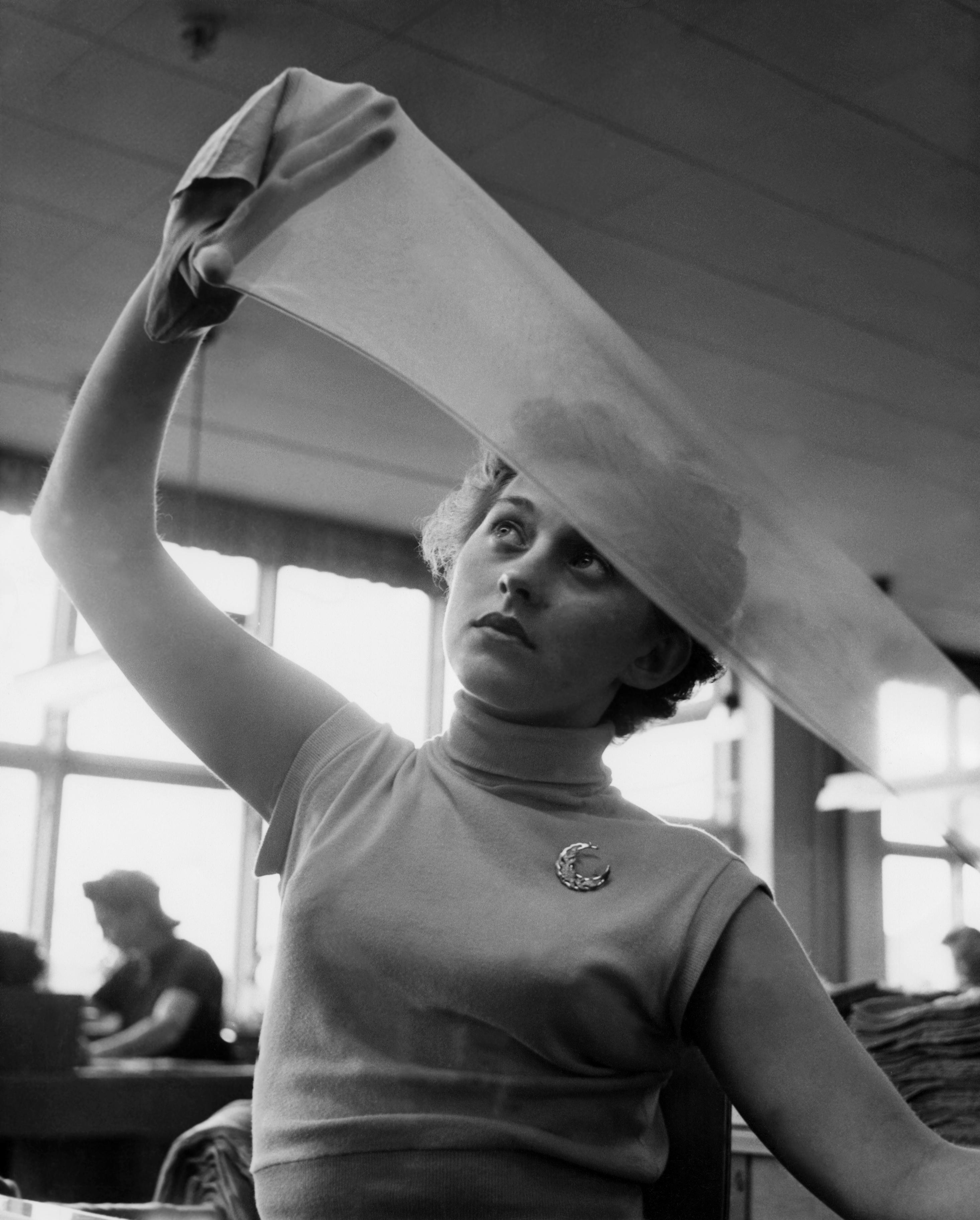
Перевірка якості нейлонових панчіх, текстильна фабрика Мальме, 1954

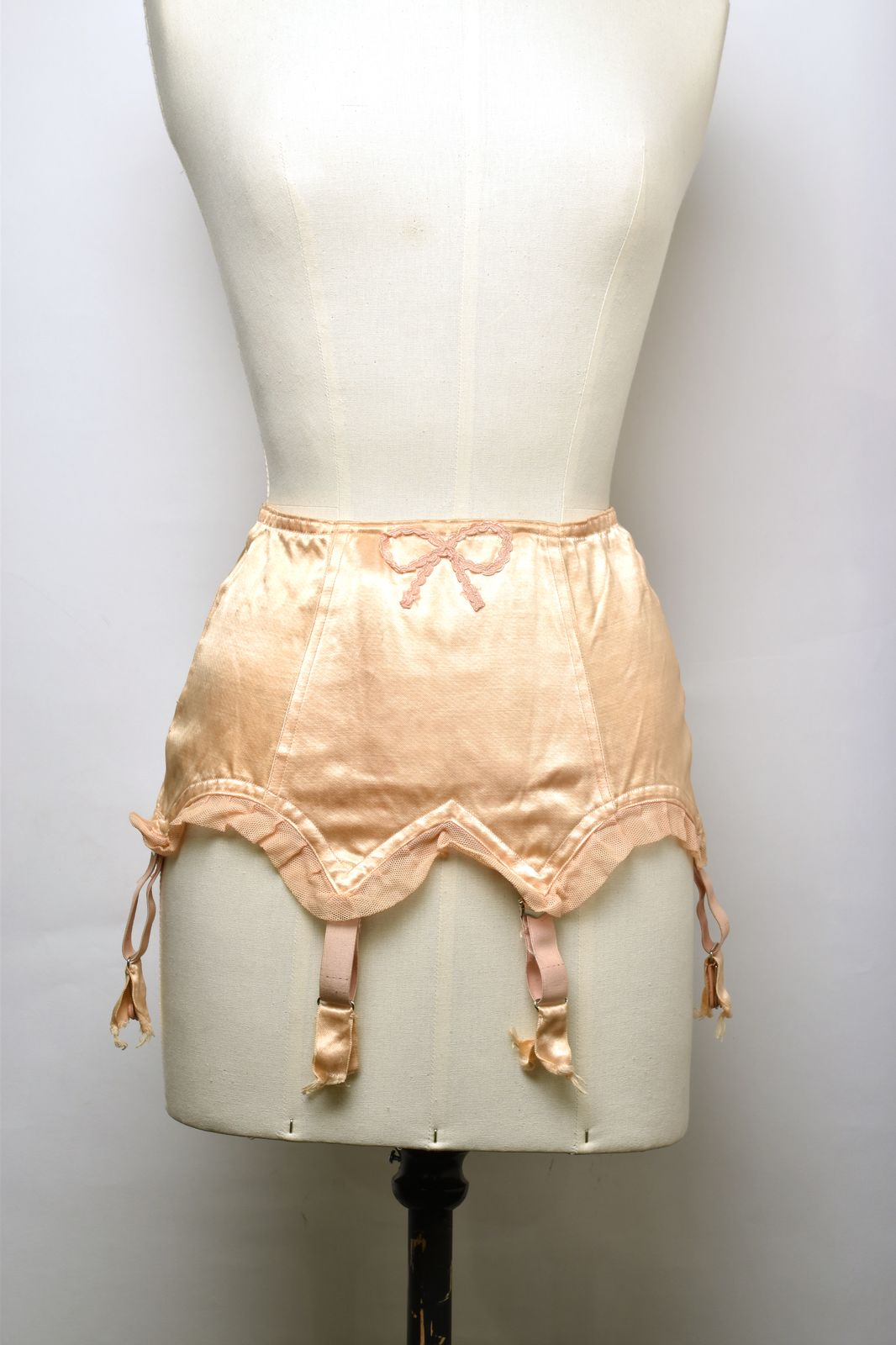
Пояс із підтяжками для панчіх, між 1930 та 1945

### Виробництво на бавовняних машинах
Більшість панчіх виготовляли на бавовняних фабриках приблизно до середини ХХ століття. Плаский трикотаж зшивався за певним кроєм і формувався пресуванням. Щільність сітки на бавовняних машинах наводилася в калібру (абревіатура: gg). Наприклад, найтонші жіночі панчохи були 66 gg, тобто 66 стібків на 1 1/2 англійського дюйма (приблизно 17/см). Сучасна версія машини має до 40 виходів, на кожному смужка шириною 38 см в'яжеться автоматичним зшиванням в шланг, на якому в'яжеться п'ята і край панчохи. На виготовлення комплекту панчіх йде 30 хвилин. На початку 1960-х років бавовняні машини були майже повністю витіснені круглими машинами. З тих пір вони використовуються тільки для спеціальних виробів, наприклад, для виробництва деяких видів компресійних панчіх.

### Виробництво на круглопанчішних машинах
На круглих машинах можна виробляти панчохи з більш тонких ниток, без шва і дешевше, ніж на бавовняних. Тому, особливо після застосування поліамідних ниток у виробництві панчіх у 1950-х і 1960-х роках, у світі було розроблено кілька круглих автоматичних машин малого діаметра.
Використовуються:
- одноциліндрові машини

з 2-4 системами в'язання, які в'яжуть клинову п'яту, прошиту безпосередньо на в'язальній машині або на швейній машині
з 4-8 систем, які в'яжуть весь панчіх як один шланг, або з посиленою п'ятою та носком, який замикається безпосередньо на тренажері
- двоциліндрові машини з двосторонніми (трубчастими) голками. Голки контролюються пластинами, щоб вони могли переходити з одного циліндра в інший. Переміщення пластин контролюється замками, встановленими відповідно до бажаної щільності, форми (п’ята, носок) і плетіння. Відбір голок через пластини виконується механічним або електронним пристроєм.[5]

Тонкий панчішний верстат має робочий діаметр 95-102 мм і тонкість 34 Е (близько 13 голок на см). На початку 21-го століття машини з чотирма-шістьма системами та окремими елементами керування голками стали досягати приблизно 1200 об/хв. В'язання п'ятьма кольорами стало можливим з 800 обертами, а одна в'язальниця тепер обслуговує 60-80 машин.
Після цього в’язані вироби розтягуються на форми для фіксації гарячим повітрям, (часто) фарбуються, з’єднуються в пари та або пакуються для відправлення, або ж далі переробляються в колготки.
Часто модним дизайном серед панчіх є їх прикраса та своєрідна імітація шва вишивкою.

### Компресійні панчохи
Принцип захисту вен панчішно-шкарпетковим виробом полягає в тому, що в області щиколотки створюється певний тиск, який поступово зменшується до попереку. Компресійні панчохи виготовлені з трикотажу, у в’язане полотно якого вставлена еластична утічна нитка. Утік спірально огинає форму панчохи таким чином, що стягує м'язи ноги з урахуванням її анатомічних особливостей. Максимальна компресія досягається над щиколоткою, а тиск на стегно становить приблизно 40% від максимального дозволеного. За загальним тиском від 2,5 до 6,5 кПа продукцію зазвичай класифікують на кілька класів. 
Компресійні медичні панчохи зазвичай виготовляють на круглов’язальних машинах із основної пряжі, так і з утоку. Пряжа складається з еластичної нитки, зазвичай сплетеної з поліамідних волокон. У другому десятилітті 21 століття машини спеціальної конструкції, діаметром 9,5 см, можуть в'язати 1600 рядів за хвилину. Для колготок з більшою компресією рекомендується трикотаж з плоских бавовняних машин. Для них один ряд еластичної нитки чергується з рядом гладкої нитки в основній в’язці. Трикотаж має менше поздовжнє розширення і чинить більший поперечний тиск.
У 2016 році світове виробництво компресійних панчіх досягло 34 мільйонів пар, а в 2020 році обсяг продажів склав 1,5 мільярда доларів.